# Corneilla-la-Rivière
Corneilla-la-Rivière település Franciaországban, Pyrénées-Orientales megyében. Lakosainak száma 2013 fő (2022. január 1.). Corneilla-la-Rivière Montner, Pézilla-la-Rivière, Saint-Féliu-d’Avall, Saint-Féliu-d’Amont, Millas és Calce községekkel határos.

## Földrajz

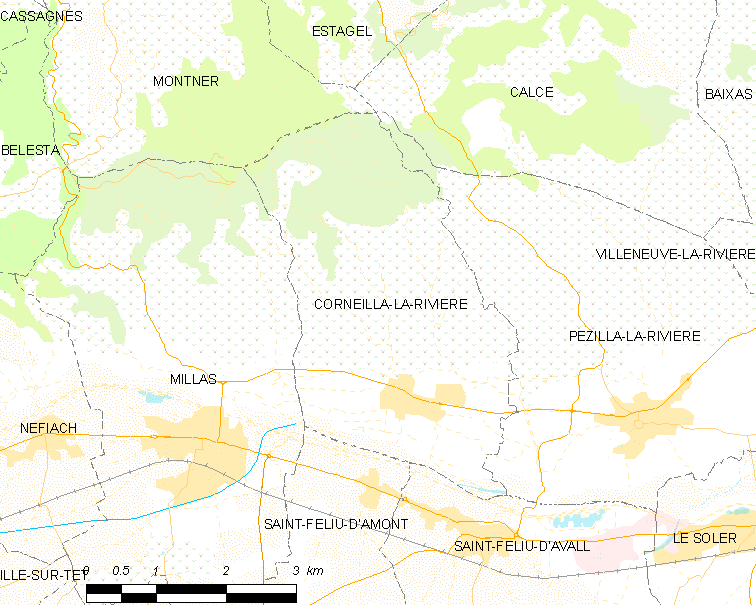
Corneilla-la-Rivière és környéke

## Népesség
A település népességének változása:
| Lakosok száma | 1989 | 2012 | 2041 | 1991 | 1978 | 1975 | 2012 | 2022 | 2013 |
|               | 2013 | 2015 | 2016 | 2017 | 2018 | 2019 | 2020 | 2021 | 2022 |